# Жута кућа у Суботици
Жута кућа у Суботици (Зграда Штедионице Народне банке) се налази у Штросмајеровој улици бр. 11, подигнута је у периоду од 1880. до 1883. године и представља непокретно културно добро као  споменик културе од великог значаја.

## Изглед
Зграда је саграђена према пројекту суботичког архитекте Титуса Мачковића (1851–1919), као једноспратна неоренесансна грађевина пројектована за новчани завод. Примила је временом и друге намене, што је доносило и извесне девастације и промене (отварање нових улаза, који су данас опет затворени). Монументални средишњи ризалит у спратном делу има шест стубова са композитним капителима. У приземљу је фасада обрађена рустиком. Прозори су лучно, а на спрату архитравно завршени.
Зграда је везана за низ историјских догађаја из Другог светског рата. У њој је за то време било седиште специјалне полиције, мађарске војске, затвор и мучилиште.
Данас се у згради налази Учитељски факултет на мађарском језику у Суботици.
Конзерваторски радови, започети 2004. године, још су у току.